# ベルベット・ダークネス
『ベルベット・ダークネス』 (Velvet Darkness）は、ギタリストであるアラン・ホールズワースの初めての本人名義のアルバムである。
1976年にCTIレコードから発表された。リマスターが施されたCDは2002年7月25日に日本のキングレコードから日本語のみで書かれた詳細なライナーノーツを添付して発売された。ホールズワース本人によれば、このアルバムに収録された曲は、もともとリハーサル・セッションの間に録音されたもので、彼や、バンドの他のメンバーの同意がないまま、その後CTIから発表されたということである。したがって、ホールズワースは、このアルバムは正式な許可がないまま発表されたものであり、自分の作品の目録に加えられるべきではないと考えている。

## 収録曲
作曲はすべてアラン・ホールズワース。
1. "Good Clean Filth"   	5:22
2. "Floppy Hat"          2:47
3. "Wish"   	        4:21
4. "Kinder"   	        3:08
5. "Velvet Darkness"   	4:43
6. "Karzie Key"          3:12
7. "Last May"   	        1:39
8. "Gattox"   	        4:51

Total length:	30:03

## 参加メンバー
- アラン・ホールズワース (Allan Holdsworth) – ギター、ヴァイオリン
- アラン・パスクァ (Alan Pasqua) – キーボード
- ナラダ・マイケル・ウォルデン (Narada Michael Walden) – ドラムス
- アルフォンソ・ジョンソン (Alphonso Johnson) – ベース

- ルディ・ヴァン・ゲルダー (Rudy Van Gelder) – エンジニア
- セイジ・カネコ (Seiji Kaneko) – マスタリング
- クリード・テイラー (Creed Taylor) – プロデューサー
- ヨウイチ・ナカオ (Yoichi Nakao) – 再発版プロデューサー